# Рудник Кара
Рудник Кара — гірничодобувний майданчик на австралійському острові Тасманія.
У 1970 році на магнетитовому родовищі Кара виявили значну присутність шеєліту — мінералу вольфрама, і в 1977-му почали його видобуток. Вже за кілька років ціни на вольфрами сильно знизились, що змусило в 1983-му перервати роботу за вольфрамовим напрямком. Втім, продовжили видобуток магнетиту, який постачали у вигляді концентрату:
- з 1983 по 2001 роки для використання цементною промисловістю;
- з 1988 по 1995 роки для використання у доменних печах;
- починаючи з 1994 року як добавка середньої щільності (dense medium magnetite) для вуглезбагачувальних фабрик.
Також як супутній процес отримують вольфрамовий концентрат (станом на першу половину 2010-х років в обсягах кілька десятків тонн на рік).
Розробка ведеться відкритим способом через кар'єр Кара № 1. Вивіз продукції відбувається автотранспортом до порту Берні.
У 2012 році фактичний видобуток становив 379 тисяч тонн руди (вміст заліза 40,2 %), що потребувало переміщення 954 тисяч тонн розкривних порід. За цей же час належна до рудника збагачувальна фабрика переробила 391 тисячу тонн руди та випустила 149 тисяч тонн магнетитового концентрату і 48 тонн шеєліту.